# Асен Ушев
Асен Боянов Ушев е български художник.

## Биография
Роден е на 10 януари 1944 година в Благоевград. Принадлежи към големия Ушев род от Банско. Завършва Художествена гимназия в София през 1964 година. В 1973 година се установява в Кюстендил. Работи последователно като главен моделиер на Обувен завод „Ильо войвода“ (1973 – 1977) и Стопанска дирекция „Местна промишленост“ (1978 – 1979). Специализира в Института за мода в Чехословакия (1977). Участва в общи художествени изложби на СБХ, в окръжни и зонални изложби. През 1979 година на зоналната изложба „Струма“ получава ІІ награда за живопис. Изявява се в областта на кавалетната живопис, дизайна, приложната графика. Член е на Съюза на българските художници от 1982 година.
През август 1987 година Ушев е вербуван за агент на Шесто управление на Държавна сигурност от Окръжното управление в Кюстендил. През 1991 – 1995 година е общински съветник в Кюстендил.
Умира през 2018 година.
Женен е за журналистката Валя Ушева (* 1946 – † 2023). Баща е на Теодор Ушев – режисьор, дизайнер и аниматор, работещ в Канада, и журналистката Бояна Ушева († 2022 г.).